# Abdul Rahman Hassan Azzam
Abdul Rahman Hassan Azzam (árabe: عبد الرحمن عزام) (1893 - 1976) foi um diplomata e político egípcio. Ele foi o primeiro secretário-geral da Liga Árabe, entre 1945 e 1952.
Azzam também teve uma longa carreira como embaixador e parlamentar.